# Кольцо Безу
Кольцо Безу (названное по имени французского математика Этьена Безу) — это всякая область целостности, в которой каждый конечнопорождённый идеал является главным. Из этого определения следует, что кольцо Безу нётерово тогда и только тогда, когда оно кольцо главных идеалов, обобщением которых кольца Безу и являются.
Целостное кольцо является кольцом Безу тогда и только тогда, когда в этом кольце любые два элемента имеют наибольший общий делитель (НОД), представимый в виде их линейной комбинации. (Это условие означает, что каждый идеал с двумя образующими допускает одну образующую, из чего по индукции выводится, что каждый конечнопорождённый идеал является главным.) Представление НОДа двух элементов их линейной комбинацией часто называют тождеством Безу.

## Свойства
Для кольца Безу R следующие условия эквивалентны:
1. R — кольцо главных идеалов.
2. R — нётерово.
3. R — область с однозначным разложением (факториальное кольцо).
4. R удовлетворяет условию обрыва возрастающих цепочек главных идеалов.
5. Всякий элемент R разложим в произведение неприводимых элементов.

Как и для колец главных идеалов, для колец Безу любой конечнопорождённый модуль над ними является прямой суммой свободного модуля и модуля кручения. Кроме того, любое кольцо Безу целозамкнуто, и любая локализация кольца Безу также является кольцом Безу.

## Примеры
Примеры не нётеровых колец Безу:
- (Helmer, 1940) Кольцо функций, голоморфных на всей комплексной плоскости.
- Кольцо всех целых алгебраических чисел.